# Semisulcospira
Semisulcospira is een geslacht van weekdieren uit de klasse van de Gastropoda (slakken).

## Soorten
- Semisulcospira coreana (Martens, 1886)
- Semisulcospira crassicosta Liu, Wang & Duan, 1994
- Semisulcospira decipiens (Westerlund, 1883)
- Semisulcospira dilatata Watanabe & Nishino, 1995
- Semisulcospira fluvialis Watanabe & Nishino, 1995
- Semisulcospira forticosta (Martens, 1886)
- Semisulcospira fuscata Watanabe & Nishino, 1995
- Semisulcospira gottschei (Martens, 1886)
- Semisulcospira habei Davis, 1969
- † Semisulcospira kokubuensis Matsuoka & Miura, 2018
- Semisulcospira kurodai Kajiyama & Habe, 1961
- Semisulcospira libertina (Gould, 1859)
- Semisulcospira marica Liu, Wang & Zhang, 1994
- Semisulcospira morii Watanabe, 1984
- Semisulcospira multigranosa (Boettger, 1886)
- † Semisulcospira nagiensis (Matsuoka & Taguchi, 2013)
- † Semisulcospira nakamurai Matsuoka & Miura, 2018
- Semisulcospira nakasekoae Kuroda, 1929
- Semisulcospira niponica (E. A. Smith, 1876)
- † Semisulcospira pseudomultigranosa Matsuoka & Miura, 2018
- † Semisulcospira pusilla Matsuoka & Miura, 2018
- Semisulcospira reiniana (Brot, 1876)
- Semisulcospira reticulata Kajiyama & Habe, 1961
- Semisulcospira rugosa Watanabe and Nishino, 1995
- † Semisulcospira spinulifera Matsuoka & Miura, 2018

### Taxon inquirendum
- Semisulcospira multicincta (Martens, 1894)
- Semisulcospira paucicincta (Martens, 1894)

### Synoniemen
- Semisulcospira (Biwamelania) Matsuoka, 1985 => Semisulcospira O. Böttger, 1886
- Semisulcospira (Biwamelania) rugosa Watanabe & Nishino, 1995
- Semisulcospira (Biwamelania) decipiens (Westerlund, 1883) => Semisulcospira decipiens (Westerlund, 1883)
- Semisulcospira (Biwamelania) dilatata Watanabe & Nishino, 1995 => Semisulcospira dilatata Watanabe & Nishino, 1995
- Semisulcospira (Biwamelania) fluvialis Watanabe & Nishino, 1995 => Semisulcospira fluvialis Watanabe & Nishino, 1995
- Semisulcospira (Biwamelania) fuscata Watanabe & Nishino, 1995 => Semisulcospira fuscata Watanabe & Nishino, 1995
- Semisulcospira (Biwamelania) habei Davis, 1969 => Semisulcospira habei Davis, 1969
- † Semisulcospira (Biwamelania) kokubuensis Matsuoka & Miura, 2018 =>  † Semisulcospira kokubuensis Matsuoka & Miura, 2018
- Semisulcospira (Biwamelania) morii Watanabe, 1984 => Semisulcospira morii Watanabe, 1984
- Semisulcospira (Biwamelania) multigranosa (Boettger, 1886) => Semisulcospira multigranosa (Boettger, 1886)
- † Semisulcospira (Biwamelania) nakamurai Matsuoka & Miura, 2018 =>  † Semisulcospira nakamurai Matsuoka & Miura, 2018
- Semisulcospira (Biwamelania) nakasekoae Kuroda, 1929 => Semisulcospira nakasekoae Kuroda, 1929
- Semisulcospira (Biwamelania) niponica (E.A. Smith, 1876) => Semisulcospira niponica (E. A. Smith, 1876)
- † Semisulcospira (Biwamelania) pseudomultigranosa Matsuoka & Miura, 2018 =>  † Semisulcospira pseudomultigranosa Matsuoka & Miura, 2018
- † Semisulcospira (Biwamelania) pusilla Matsuoka & Miura, 2018 =>  † Semisulcospira pusilla Matsuoka & Miura, 2018
- Semisulcospira (Biwamelania) reticulata Kajiyama and Habe, 1961 => Semisulcospira reticulata Kajiyama & Habe, 1961
- † Semisulcospira (Biwamelania) spinulifera Matsuoka & Miura, 2018 =>  † Semisulcospira spinulifera Matsuoka & Miura, 2018
- Semisulcospira paludiformis Yen, 1939 => Sulcospira paludiformis (Yen, 1939)
- Semisulcospira trivolvis Yen, 1939 => Sulcospira paludiformis (Yen, 1939)